# Ligia ferrarai
Ligia ferrarai är en kräftdjursart som beskrevs av Kersmaekers och Verstraeten 1990. Ligia ferrarai ingår i släktet Ligia och familjen gisselgråsuggor. Inga underarter finns listade i Catalogue of Life.